# 哈爾威湖
47°17′N 8°12′E / 47.283°N 8.200°E
哈爾威湖（德語：Hallwil）是瑞士的湖泊，位於該國北部阿爾高州，長8.4公里、寬1.5公里，面積10.3平方公里，海拔高度449米，平均水深28米，最大水深48米，蓄水量0.28立方公里。

## 外部連結
- Waterlevels of Lake Hallwil（页面存档备份，存于） at Meisterschwanden